# Discocarpus pedicellatus
Discocarpus pedicellatus là một loài thực vật có hoa trong họ Diệp hạ châu. Loài này được Fiaschi & Cordeiro mô tả khoa học đầu tiên năm 2005.